# Не навреди (Остаться в живых)
Не навреди (англ. Do No Harm) — двадцатая серия первого сезона американского телесериала «Остаться в живых». Центральным персонажем становится Джек Шепард.

## Сюжет

### Воспоминания
Примерив свадебный смокинг, Джек отправился на репетицию собственного бракосочетания, где его невеста Сара произнесла речь в его честь. Она рассказала, как они познакомились, и как её жених совершил чудо, вернув ей способность ходить. Позже Джек сидел в баре за пианино. Сара, одетая в пижаму, присоединилась к нему, и он признался, что ещё не сочинил свадебную клятву. Затем с бутылкой спиртного он спустился к бассейну, где его застал только что прилетевший к нему отец. Джек поделился с Кристианом своими переживаниями: он подозревал, что Сара увлеклась им только потому, что он спас её, и боялся, что не сможет стать для неё хорошим мужем. Стоя у алтаря, Джек, так и не сочинивший клятву, поведал Саре, что на самом деле это она спасла его, и что он любит её.

### События
Как только Локк принёс в пещеры раненого Буна, им немедленно занялся Джек. Сун помогала ему, а Кейт поспешила к Сойеру за алкоголем, чтобы Джек использовал его как спирт для дезинфекции. Осмотрев юношу, Джек понял, что тот потерял много крови, но, тем не менее, пообещал спасти его. Сначала он пробил ему лёгкое, так как у Буна был коллапс лёгкого. Потом он попытался вправить ему ногу, так как из слов Локка сделал вывод, что она сломана.
Тем временем Кейт бегом возвращалась к ним через лес. Запнувшись, она упала и нечаянно разбила часть бутылочек со спиртным. Поднявшись на ноги, она услышала стоны. Оказалось, что неподалёку находится беременная Клер, у которой начались схватки. Не желая бросать беременную в таком состоянии, Кейт начала звать на помощь. Когда подошёл Джин, услышавший её крики с берега, Кейт отправила его в пещеры за Джеком, дав ему рюкзак со спиртным, а сама осталась с Клер.
Тем временем состояние Буна ухудшалось, поэтому было решено сделать ему переливание крови. Так как юноша периодически терял сознание, Сун не сразу удалось узнать, какая у него группа. Когда наконец выяснилось, что у него вторая отрицательная, Джек отправил Чарли разыскать Шеннон и заодно опросить всех в лагере, чтобы узнать, не сможет ли кто-нибудь из спасшихся стать донором. Вернувшись, Чарли принёс неутешительные новости: Шеннон он не нашёл, а в лагере только четверо знало свою группу крови, и ни одна из них не подходила Буну. Тогда доктор принял решение перелить юноше свою кровь, так как у него была первая отрицательная группа, а это универсальная группа. Вместо иглы он использовал колючку морского ежа, которого принесла Сун. Пока шло переливание, пришёл Джин и с помощью Сун, которая перевела его слова, объяснил, что Клер рожает. Джек не мог бросить Буна, поэтому он отправил на помощь беременной Чарли, предварительно проинструктировав его, как принимать роды.
Когда стемнело, Кейт развела костер. Клер почувствовала, что схватки прекратились, и, напуганная происходящим, встала, собираясь на берег, но в этот момент у неё отошли воды. Между тем Бун пришёл в себя и поведал, что на самом деле упал вместе с самолетом, и что Локк просил никому не рассказывать о люке. Прежде чем Джек успел расспросить его, он снова потерял сознание.
Пока он боролся за свою жизнь, Шеннон, как оказалось, ушла на свидание и сидела вместе с Саидом на пустынном пляже. Тем временем выяснилось, что вся кровь, которую переливали Буну, уходит в его израненную ногу. При простом переломе такого бы не случилось, и Джек понял, что нога юноши раздавлена, отчего внутри образовались множественные разрывы и кровотечения. Осознав всю тщетность переливания, Сун выдернула иглу из руки Джека. Чтобы Бун не умер от потери крови, доктор решил ампутировать ему ногу с помощью створки грузового контейнера, выпавшего из самолета.
Пока он принимал это решение, у Клер в лесу начались потуги, а у Буна пошла кровь горлом. С помощью Майкла доктор перенес его к контейнеру и уже готов был опустить створку, как юноша внезапно очнулся. Джек объяснил, что ампутация необходима, но Бун, тем не менее, заставил его остановиться, так как знал, что все равно умрёт. В этот момент Клер наконец разродилась мальчиком. Бун из последних сил начал звать Шеннон. Юноша умирает.
Наутро Клер вместе с ребёнком вернулась в лагерь, где её тут же обступили спасшиеся. Увидев Саида и Шеннон, которые шли, взявшись за руки, и не подозревали о трагических событиях минувшей ночи, Джек пошёл им навстречу. Узнав о смерти брата, Шеннон бросилась в пещеры. Тем временем Кейт заметила, как Джек собирается в джунгли. Подойдя к нему, она заговорила о смерти Буна, на что Джек возразил, что это было убийство, и что он отправляется на поиски Джона Локка.